# Capitán Luis A. Vidal
Capitán Luis A. Vidal är en ort i Mexiko.   Den ligger i kommunen Siltepec och delstaten Chiapas, i den sydöstra delen av landet, 800 km sydost om huvudstaden Mexico City. Capitán Luis A. Vidal ligger 1 553 meter över havet och antalet invånare är 563.
Terrängen runt Capitán Luis A. Vidal är varierad. Runt Capitán Luis A. Vidal är det ganska glesbefolkat, med 50 invånare per kvadratkilometer. Capitán Luis A. Vidal är det största samhället i trakten. I omgivningarna runt Capitán Luis A. Vidal växer i huvudsak städsegrön lövskog.